# Cratere Chaikovskij
Chajkovskij è un cratere d'impatto presente sulla superficie di Mercurio, a 7,4° di latitudine nord e 50,4° di longitudine ovest. Il suo diametro è pari a 171 km.
Il cratere è dedicato al compositore russo Pëtr Il'ič Čajkovskij.